# Muzeum Górnictwa w Przybramiu
Muzeum Górnictwa w Przybramiu (cz. Hornické muzeum Příbram) – muzeum techniki zlokalizowane w mieście Przybram (w części Březové Hory), w Czechach (kraj środkowoczeski).

## Lokalizacja i kolekcja
Jest to największe na terenie Czech muzeum górnictwa, eksponujące kolekcję unikatowych pamiątek technicznych związanych z eksploatacją trzech kopalnianych szybów: Důl Anna, Důl Vojtěch i Ševčinský důl. Z terenów kopalni Anna powstałej w 1789 roku zjechać można do podziemnej części ekspozycji, którą zwiedza się pieszo i za pomocą kolei górniczej o długości trasy 260 metrów („Prokopska Sztolnia”). Przechodzi się tędy do ujścia jamy „Prokop” z roku 1832, która jest najgłębszym szybem rejonu brzozohorskiego (1600 metrów) i jednym z najgłębszych w Europie Środkowej. Do zwiedzania udostępniona jest także trasa po „Mariańskiej Sztolni” o długości 532 metrów.
Kolekcja muzealna dzieli się na następujące działy:
- geologiczny (zbiory gromadzone od początków placówki, m.in. próbki rudy żelaza, dokumentacja historyczna),
- petrograficzny (próbki skał – około 900 sztuk),
- botaniczny (zielnik założony w 1980 z użyciem starszych zbiorów, np. 8% zawartości pochodzi z ostatniej ćwierci XIX wieku, ale większość z lat 1978–2001 – głównie rośliny wyższe, ale też i plechowce),
- zoologiczny (preparaty dermoplastyczne, czaszki małych ssaków – zbiory z lat 1969–2005),
- archeologiczny (eksponaty kamienne, brązowe, żelazne, drewniane i inne od mezolitu do współczesności gromadzone od początków placówki – ceramika, narzędzia, monety, znaleziska botaniczne),
- historyczny (najstarsze obiekty pochodzą z końca XVI wieku, ale kolekcja dotyczy głównie wieku XIX i początku XX – wszystko to obrazuje życie i pracę mieszkańców Przybramu we wszelkich możliwych aspektach),
- etnograficzny (kolekcja gromadzi przedmioty od XIX wieku do lat 40. XX wieku, a jej część pochodzi z początków placówki, jednak systematyczny zbiór rozpoczęto budować dopiero w 1955 – zgromadzono rzeczy obrazujące wszystkie aspekty tradycyjnego życia na Příbramsku oraz w mniejszej części na Sedlčansku i w innych rejonach kraju środkowoczeskiego),
- numizmatyczny (zbiór dotyczy głównie XIX i XX wieku, ale najstarsze okazy pochodzą z XVII wieku – Czechy, Europa, Příbramsko),
- militarny (zbiory z czasów Austro-Węgier i późniejsze, w tym z okresu zakończenia II wojny światowej na Příbramsku - broń biała, palna, mundury, wyposażenie),
- sztuki (dzieła głównie z Czech, w tym z Příbramska, od XVII wieku do współczesności, gromadzona od początków placówki – w zbiorach obiekty autorstwa takich artystów jak: fotograf František Drtikol, rysownik Mikoláš Aleš, malarze Karel Hojden, Cyril Bouda, Otakar Mrkvička, Ladislav Malý, Václav Mathauser i inni)
- piśmiennictwa i druku (eksponaty czeskie od XV do XX wieku (księgi, kancjonały, graduały, plakaty, wizytówki, dyplomy, święte obrazki, kalendarze, modlitewniki i inne),
- skansen (budowle z okolic Przybramu, Sedlčanska, jak również z okolic Benešova, zachodniej części Pragi i przedmieść, Písku, czy Strakonic),
- historii górnictwa i hutnictwa (zbiory gromadzone od początków placówki, dotyczące wszelkich aspektów wydobycia rud w Przybramiu i ich przetwarzania, czyli lokalnych hut),
- historycznych i artystycznych tkanin (eksponaty z terenu Austro-Węgier, głównie czeskie z XIX i XX wieku – odzież codzienna, dodatki i odzież religijna),
- minerałów i skamieniałości (zbiór budowany od 1850 – minerały, próbki skał, skamieniałości, np. hiolity i ramienionogi)[2].

## Historia
Muzeum należy do najstarszych w Czechach. Tradycją nawiązuje do założonego przez Ladislava Malého „Krajinského muzea v Příbrami”, które powstało 12 grudnia 1886. W kolekcji znajdowały się m.in. zbiory archeologiczne, urządzenia i stroje górnicze, mapy kopalniane oraz twórczość ludowa miejscowych górników. Niezależnie od tego muzeum, w XIX wieku działało też w mieście drugie, zakładowe „Hornické muzeum” zarządzane przez C.K. „Karloboromejský hlavní horní závod na stříbro a olovo”, późniejsze „Státní doly na stříbro a olovo v Příbrami”. Część przedmiotów tej kolekcji była udostępniona dla zwiedzających już w 1852.
Pierwsze kroki celem założenia obecnej placówki podjęto w latach 1954–1955. W 1957 dyrekcja „Rudných dolů” w Przybramiu przekazała do Narodowego Muzeum Techniki w Pradze dom urzędniczy kopalni Ševčinskiej, celem umieszczenia tam kolekcji. Jednym z twórców pomysłu był Jiří Majer, historyk ze wspomnianego muzeum. Do 1959 trwała rekonstrukcja obiektu, a w 1963 otwarto ekspozycję, jako część Muzeum Okręgowego w Przybramiu. Od 1 stycznia 2003 placówka uzyskała historyczną nazwę „Hornické muzeum Příbram” i stała się jednostką kraju środkowoczeskiego.